# Parodontit
Parodontit eller periodontit (tandlossning) är en samling inflammationssjukdomar som påverkar bindväven invid och omkring tänderna.

## Allmänt
Parodontit innebär en fortlöpande nedbrytning av benvävnaden runt tänderna som kan leda till tandlossning och tandförlust om den lämnas obehandlad. Sjukdomen orsakas av vissa sorters bakterier som fäster på och växer på tandytorna (plack eller biofilm/mikrobiologisk plack), speciellt i områden under tandköttskanten. Inflammationen leder till tandköttsfickor, att ben och bindväv bryts ner och att tandfästet försämras.
Generellt sagt kan förlorad bennivå inte återfås, men sjukdomen kan hindras om man tar bort det som orsakar inflammationen, det vill säga bakterierna. Detta görs oftast av tandhygienist, men den dagliga tandborstningen är mycket viktig för att inte bakterierna skall återkomma. För att åtgärda djupa fickor eller försöka återfå bennivå om benet brutits ner i vinkel kan parodontal kirurgi göras, detta utförs av tandläkare. Parodontit är mycket vanligt i de flesta populationer men de allvarligaste formerna av sjukdomen är mindre vanliga (färre än 10% i USA). Parodontit ökar risken att få hjärt- och kärlsjukdom samt stroke.

## Diagnostik
Tandläkare och tandhygienist kan diagnostisera parodontit genom att inspektera benvävnaden runt tänderna. Detta görs med hjälp av en fickmätningssond där fickorna runt tanden mäts. Diagnos ställs även med röntgenbilder där bennivån mäts för att kunna urskilja hur långt gången parodontiten är. 

## Förebyggande åtgärder
- Tandborstning två gånger dagligen
- Tandtråd, tandsticka eller mellanrumsborste för rengöring mellan tänderna och i tandköttsfickorna
- Probiotika för munnen [2],[3]
- Regelbundna kontroller hos tandläkare och tandhygienist

## Genetiska faktorer och personlig livsstil
Trots att de olika formerna av parodontit är bakteriella sjukdomar, finns det en rad faktorer som påverkar sjukdomens svårighetsgrad. Viktiga riskfaktorer innefattar rökning, dåligt kontrollerad diabetes, och ärftliga (genetiska) faktorer. Man bör också vara extra noggrann med borstning och tandtråd då man vet att någon i familjen lider av parodontit. För att undvika parodontit skall man dagligen borsta tänderna och använda tandtråd. Endast borstning räcker inte eftersom plack och tandsten bildas även mellan tänderna. Munskölj kan inte heller avlägsna plack mellan tänderna.